# Sinagoga de Sermide
La sinagoga de Sermide, actualmente desmantelada y convertida en vivienda particular, estaba ubicada en un edificio en Contrada degli Ebrei.

## Historia
La construcción de la sinagoga se remonta a 1598. Durante más de tres siglos, el recinto sirvió a las necesidades de culto de la próspera comunidad judía de Sermide. Con el declive demográfico de la comunidad en el siglo XX, la sinagoga se cerró en 1936. Los muebles fueron trasladados a la sinagoga central de Milán, donde todavía se encuentran en un pequeño oratorio en el subsuelo del templo. El gran aron, donación en 1635 de la comunidad judía de Mantua, fue trasladado a Israel donde se exhibe en un museo en Jerusalén.
El edificio de la sinagoga de Sermide fue dañado por los bombardeos durante la Segunda Guerra Mundial y luego se readaptó a una casa privada, sin embargo, aún se conservan rastros visibles del antiguo entorno. En 2006, se creó en Sermide una comisión para la recuperación de la antigua sinagoga.